# Tek Sing

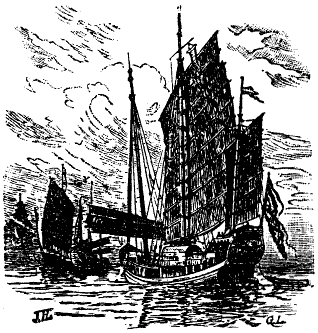
Dreimastige chinesische Dschunke mit Heckkastell

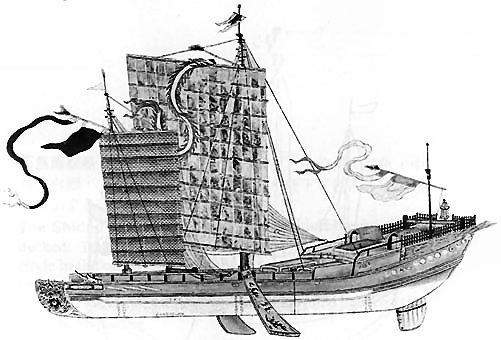
Chinesische Dschunke der Qing-Zeit

Die Tek Sing (chin. für Wahrer Stern) war eine dreimastige hochseegängige Dschunke des 19. Jahrhunderts aus Xiamen in China. Das Schiff wurde durch seinen Untergang mit mehr als 1.600 Menschen und seiner wertvollen Porzellanfracht bekannt, die nach Auffinden des Wracks 1999 zum großen Teil geborgen werden konnte, aber aus kommerziellem Interesse zu zwei Dritteln zerstört wurde.

## Das Schiff
Das aus Holz gebaute Schiff war ca. 55 Meter lang und 10 Meter breit, hatte 5 Decks, drei Masten mit Jalousiesegeln, deren höchster ca. 35 m maß. Es hatte den typischen vierkantigen Dschunkenbug mit aufgemalten Augen und ein hohes Kastellheck. Es war mit Feuerwaffen bestückt und konnte Lasten von ungefähr 1.000 Tonnen transportieren. Das große Oberdeck war mit zusätzlich aufgeschlagenen „Deckshäusern“ und Zelten bestückt. Als bauliche Besonderheit umlief das Schiff oberhalb der Wasserlinie eine breite Umrandung von 1 m Weite, was den Seeleuten erlaubte, leicht auf dem Schiff von vorn nach hinten und zurück zu gelangen.

## Die Reise
Am 14. Januar 1822, während der Herrschaft des Qing-Kaisers Dao Guang (1821–1851), lief die Tek Sing schwer beladen aus Amoy, in der Provinz Fujian, mit Ziel Batavia aus. Die Fahrstrecke führte durch die Formosa-Straße entlang der vietnamesischen und malaiischen Küste durch das Ende der Straße von Malakka. An Bord hatte sie ca. 1.800 Menschen, davon 1.600 hauptsächlich Auswanderer, die auf Java eine neue Heimat, Familienangehörige oder Arbeit in den Zuckerrohrplantagen finden wollten. Die hohe Zahl der Menschen an Bord – echte „Passagiere“ mit entsprechender Unterbringung waren nur wenige – ist durch Quellen belegt, die über 1.000 Mann starken Schiffsbesatzungen großer Karacken und Galeonen bestätigen die Möglichkeit. Die Auswanderer lebten während der Überfahrt wegen der Enge unter teilweise katastrophalen Bedingungen an Bord. Zusätzlich zu ihrer „Menschenlast“ trug die Dschunke eine extrem wertvolle Fracht aus Porzellan des 19. Jahrhunderts, aber auch Stücke des 17. und 18. Jahrhunderts, die im niederländischen Zielhafen Batavia großteils umgeschlagen werden sollte, in ihren abgeteilten Laderäumen im Rumpf. Weiterhin war sie unter Ausnutzung aller Freiräume mit wertvollen Teesorten (Souchong, Hyson, Pekoe) zwischen und über dem Porzellan (zu dessen Schutz) beladen. Dazu kamen obenauf u. a. Rohseide, Lackarbeiten, Bambusmöbel, Tusche, Schreibpapier, Zinnober, Schildpatt und Perlmutt, Räucherwerk, Sandelholz, Weihrauch, Benzoeharz und Myrrhe, Geräte. Als letztes wurden Arzneimittel verstaut, um sie vor Beschädigung und Verunreinigung durch das Meerwasser zu schützen, darunter das seltene Baroos-Kampferöl, das teurer als Silber gehandelt wurde, dazu Sternanis, Chinawurzel, Drachenblut, Ginseng und Moschus. Rattan- und Bambusbündel, da dem Seewasser aussetzbar, wurden an die Außenseite des Schiffsrumpfs gebunden. Das Schiff war somit, was seine wertvolle, millionenschwere Fracht und die Menschen an Bord betrifft, total überladen.
Aus nicht exakt bekannten Gründen änderte der Kapitän des Schiffes, dessen Name mit Io Tauko überliefert ist, die ursprüngliche, längere, aber seit Jahrhunderten übliche Route durch die Bangka-Straße (Selat Bangka) zwischen den Inseln Bangka und Sumatra, und nahm eine andere, kürzere, weiter östlich durch die Gaspar-Straße (Selat Gaspar / Selat Gelasa). Möglicherweise wollte er Zeit wegen aufkommender Probleme an Bord aufgrund der Überbelegung seines Schiffes gewinnen, vielleicht auch aus Furcht vor Piraten. Auf der neuen Route geriet das Schiff in das Seegebiet der als Belvidere-Riff bekannten Untiefe, das sie am Abend des 5. Februar in voller Fahrt rammte.

## Der Untergang
Die Tek Sing rollte zur Seite, blieb eine Zeit lang in dieser Position, richtete sich wieder etwas auf, um dann in tieferes Wasser (30 m) zu gleiten und dort endgültig zu sinken. Das Meer war mit Trümmerteilen und Überlebenden bedeckt, als zwei Tage später der von Kalkutta kommende britische Segler Indiana die Untergangsstelle passierte, die man wegen der Trümmer und Menschen im Meer von fern zunächst für eine Sandbank hielt. Wegen des sich verschlechternden Wetters konnte Kapitän James Pearl unter Lebenseinsatz nur 190 Passagiere aufnehmen, die er unter Verlassen seiner ursprünglichen Route nach Pontiana auf Borneo brachte. Viele der zunächst Überlebenden ertranken in der hochlaufenden See, andere wurden gegen die Felsen der Gaspar-Insel geschleudert. Nach zeitgenössischen Berichten Überlebender und der Besatzung der Indiana wurden viele verstümmelte Leichen im Meer und am Strand der Insel gesichtet. Eine die Tek Sing begleitende, kleinere Dschunke aus Kanton setzte die Fahrt fort, ohne sich an der Rettung zu beteiligen. Kapitän Pearl erhielt später vom niederländischen König Wilhelm I. eine Tapferkeitsmedaille.
Dieses Schiffsunglück, das längst in Vergessenheit geraten war und erst durch den Wrackfund wieder ans Tageslicht geriet, ist eines der größten in Friedenszeiten. Verlustreicher waren der Untergang der Fähre Le Joola (Senegal) am 26. September 2002 und der Doña Paz (Philippinen) am 20. Dezember 1987. Beim wohl bekanntesten Schiffsunglück der Geschichte, dem Untergang der Titanic, gab es mit 1.517 Menschen weniger Tote.

## Fund und Bergung
Das Wrack wurde nach Hinweisen in einem hydrographischen Handbuch des Jahres 1848 (Directions for sailing to the East Indies von James Horsburgh) am 12. Mai 1999 durch den Schatzjäger Michael Hatcher wiederentdeckt. Es konnten eine Million Fundstücke geborgen werden. Eine den Regeln der Archäologie entsprechende Dokumentation der Funde, des Schiffsrumpfs und der Bergungsarbeiten fand nicht statt. Hatcher, der „besser wusste als jeder, dass sich in einem globalen Antiquitätenmarkt die seltenen Dinge besser verkaufen“, ordnete an, 600.000 Stück zu zerschlagen und nur 350.000 Objekte zu behalten. Diese wurden bei einer weltweit propagierten Auktion des Jahres 2000 durch das Kunstauktionshaus Nagel im Stuttgarter Hauptbahnhof versteigert. Die Gesamteinnahmen betrugen laut Auktionshaus 14,5 Mio. US-Dollar. Trotzdem machte Hatchers Bergungsunternehmen Ocean Salvage Corporation ein Verlustgeschäft, die Investoren der Bergungsaktion verloren ihren Einsatz. Wie 2001 bei einem außerordentlichen Aktionärstreffen in Adelaide mitgeteilt wurde, standen Ausgaben von 20 Mio. Dollar lediglich Einnahmen von 17 Mio. Dollar gegenüber. Aus archäologischer Sicht werden Bergungsaktionen wie die der Tek Sing strikt abgelehnt, da hierbei aus privaten Gewinninteressen Fundstätten und Artefakte undokumentiert zerstört werden, die geborgenen Funde hingegen durch die kommerzielle Verwertung verstreut und damit sowohl der Forschung als auch der Öffentlichkeit entzogen werden. Insbesondere chinesische Archäologen betrachten die Aktivitäten Hatchers als „Desaster“; indirekt haben sie dazu geführt, dass China seine Aktivitäten zum Schutz seines kulturellen Erbes verstärkt und professionalisiert hat.